# Erygia tamsi
Erygia tamsi är en fjärilsart som beskrevs av Gustaaf Hulstaert 1924. Erygia tamsi ingår i släktet Erygia och familjen nattflyn. Inga underarter finns listade i Catalogue of Life.